# Лежнино (Костромская область)
Лежнино — деревня в Степановском сельском поселении Галичского района Костромской области России. 

## География
Деревня расположена на берегу реки Софонка.

## История
Согласно Спискам населенных мест Российской империи в 1872 году деревня относилась к 1 стану Галичского уезда Костромской губернии. В ней числилось 6 дворов, проживало 14 мужчин и 22 женщины.
Согласно переписи населения 1897 года в деревне проживало 66 человек (27 мужчин и 39 женщин).
Согласно Списку населенных мест Костромской губернии в 1907 году деревня относилась к Быковской волости Галичского уезда Костромской губернии. По сведениям волостного правления за 1907 год в ней числилось 10 крестьянских дворов и 67 жителей. Основным занятием жителей деревни, помимо земледелия, был плотницкий промысел.
До муниципальной реформы 2010 года деревня входила в состав Толтуновского сельского поселения.

## Население
Численность населения деревни менялась по годам:
| Население по годам  |      |      |      |      |      |
| Год                 | 1877 | 1897 | 1907 | 2008 | 2012 |
| Жителей             | 36   | 66   | 67   | 1    | 5    |
| Крестьянских дворов | 6    | —    | 10   | —    | —    |

## Комментарии
1. ↑  В усадьбе Лежнино, располагавшейся в том же уезде, на северо-восточном берегу Галичского озера проживало 13 мужчин и 12 женщин в 1 дворе.
2. ↑  В усадьбе Лежнино, располагавшейся в той же волости того же уезда, проживало 10 человек (6 мужчин и 4 женщины).
3. ↑  В усадьбе Лежнино, располагавшейся в той же волости того же уезда, проживало 19 человек в 1 дворе.